# Bernt Johansson

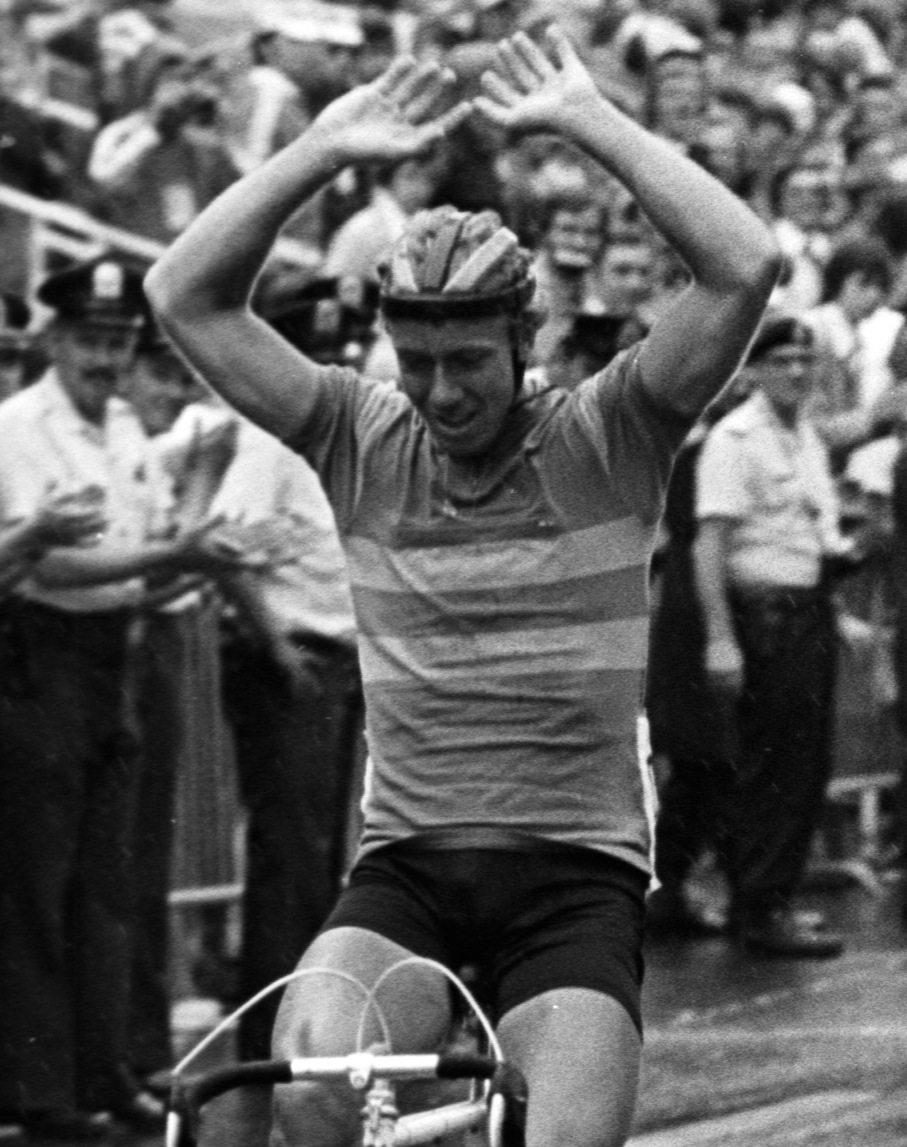
Bernt Johansson tar olympiskt guld i Montréal, Kanada, 1976.

Bernt Harry Johansson, född 18 april 1953 i Göteborg, uppvuxen sedan ett års ålder och numera bosatt i Tidavad, Mariestads kommun, är en svensk före detta tävlingscyklist. Han var cykelproffs åren 1977–1981.

## Biografi

### Karriär som cyklist
Bernt Johansson är mest känd för sitt OS-guld i Montréal 1976. Han vann även VM-guld i lagtempo 1974 tillsammans med Lennart Fagerlund, Sven-Åke Nilsson och Tord Filipsson och segrade i Milk Race i Storbritannien 1975. 1977 vann Johansson Levanten runt och 1980 segrade han i GP Lazio. 1979 slutade Johansson trea i Giro d'Italia och vann även två etapper, den 11:e och 14:e. 1979 gjorde Johansson även sin enda start i Tour de France.
Bernt Johansson fick Svenska Dagbladets guldmedalj 1976 tillsammans med Anders Gärderud och Kunglig medalj 1977. Inför OS i London 2012 hade SVT en omröstning där svenska folket fick rösta fram det häftigaste ögonblicket i sommar-OS historia. Johanssons lopp i Montréal blev etta på listan av totalt 25 stycken olika historiska idrottsögonblick.

### Senare år
Åren 1983–86, alternativt 1982–85, var Bernt Johansson förbundskapten för det svenska amatörcykellandslaget. 1993 vann han det första officiella SM-guldet i cross-country. Han jobbar idag inom företagshälsovården som ansvarig för hälsoutveckling på Avonova Sverige.
Bernt Johansson medverkade i Mästarnas mästare 2013 och slutade på tredje plats. 

## Meriter[7]
1973
Vinnare totalt Sexdagarsloppet
Två etappsegrar 2 och 4
Svensk mästare i lagstafett
Svensk mästare i lagtempo
1974
Världsmästare i lagtempo för amatörer
 Svensk mästare i linjelopp
1975
Vinnare totalt i Tour of Britain (Milk Race)
Vinnare etapp 8
Vinnare av kombinationstävlingen
Svensk mästare i lagtempo
1976
 Vinnare olympiska sommarspelens linjelopp
Svensk mästare i lagtempo
1977
Vinnare totalt Volta a Llevant
Vinnare etapp 2
Andra plats i Giro dell'Emilia
1978
Vinnare Giro dell'Emilia
Nionde plats totalt i Giro d'Italia
1979
Tredje plats totalt i Giro d'Italia
Två etappsegrar 11 och 14
Tredje plats i poängtävlingen
Tredje plats i bergspristävlingen
1980
Vinnare Giro del Lazio
Andra plats totalt i Vuelta a Andalucía
1993
 Svensk mästare i mountainbike XC

## Stall
Bernt Johansson har under åren varit verksam i ett antal olika cykelstall:
- Tidaholms cykelamatörer 1965–73
- Mariestadscyklisten 1974–76
- Fiorella 1977–1978
- Magniflex 1979–1981
- Nordbanken CK 1990–92
- Karlstads CA 1993–95
- Tidans CSK 1996–98